# LibriVox
LibriVox este un grup de voluntari mondiali care citesc și înregistrează texte din domeniul public, care creează audiobook-uri gratuite. Ele pot fi descărcate de pe site-ul lor web și de pe alte site-uri care găzduiesc biblioteci digitale pe internet. Grupul a fost fondat în 2005 de Hugh McGuire pentru a oferi o "distribuție audio a cărților aflate în domeniul public", iar obiectivul LibriVox este "să punem la dispoziție toate cărțile din domeniul public, gratuit, în format audio pe internet".
La 6 august 2016, proiectul avea 10.000 de texte înregistrate, iar în 2009-2017 producea aproximativ 1.000 de articole pe an. Cele mai multe produse sunt în limba engleză, dar sunt disponibile și multe lucrări în alte limbi. Există mai multe proiecte afiliate care furnizează conținut suplimentar. LibriVox este strâns legat de proiectul Gutenberg, de la care LibriVox primește câteva dintre textele sale, precum și de Internet Archive care găzduiește lucrările lor.
Statisticile Librivox în februarie 2019 sunt: număr total de lucrări catalogate: 12.545, lucrări catalogate luna trecută: 91; lucrări în alte limbi: 1.617, numărul de limbi străine în care sunt disponibile lucrările: 36; numărul de cititori: 9,078.
La sfârșitul anului 2018, cea mai vizualizată lucrare (6.6M) era Aventurile lui Tom Sawyer într-o înregistrare solo din 2006 a lui John Greenman.

## Legături externe
- LibriVox home page
- LibriVox Catalogue of Audio Books
- LibriVox la Internet Archive
- Cărți audio în limba română la LibriVox

Articole
- Xeni Tech story from NPR's Day to Day, "Amateur Audio Books Catch Fire on the Web"
- Reason Magazine: The Wealth of LibriVox (May 2007)